# رنه گرانجان
رنه گرانجان (فرانسوی: René Grandjean‎؛ زادهٔ ۱ ژانویهٔ ۱۸۷۲ - درگذشته نامشخص) بازیکن فوتبال اهل فرانسه بود.